# Rače-Fram
Rače-Fram (in tedesco Kranichsfeld-Frauheim) è un comune di 6 510 abitanti della Slovenia nord-orientale.